# Birra cruda
Una birra cruda è una tipologia di birra che, durante il processo di lavorazione, non viene sottoposta né a pastorizzazione né ad aggiunta di conservanti.

## Descrizione
Durante la produzione della birra industriale è consuetudine, onde garantire alla bevanda una buona conservazione e assicurarsi delle sue caratteristiche igieniche, sottoporla a pastorizzazione dopo la fermentazione secondaria e prima della filtratura e dell'imbottigliamento; la pastorizzazione avviene portando la birra a una temperatura di 60 °C per circa 20 minuti, al fine di sterilizzarla da alcuni microorganismi potenzialmente nocivi, anche se il processo, eliminando alcuni lieviti, rende necessario aggiungere anidride carbonica alla birra in un secondo momento. Inoltre la pastorizzazione consente di rendere uniformi profumi e sapori della birra. Tuttavia la pastorizzazione causa la denaturazione di alcuni elementi nutritivi della birra, che, insieme ai lieviti vivi, hanno effetti salutari per l'organismo umano.
Il procedimento senza pastorizzazione, invece, è utilizzato quando la birra non ha una grossa distribuzione industriale; in tale caso, fino alla consumazione, essa va tenuta a basse temperature, condizione necessaria per conservarla a lungo in assenza di pastorizzazione.
La birra cruda è quasi sempre artigianale, prodotta cioè artigianalmente in micro-impianti privi di automazioni elettromeccaniche e di strumentazioni sofisticate, dove contano soltanto l'attenzione e la pratica manuale dell'operatore (impianti riconducibili, quindi, nei loro termini essenziali, al sistema in uso fin nei secoli passati: sala cottura, sala di fermentazione, sala di maturazione). I birrifici artigianali producono la birra tradizionalmente, vale a dire applicando le metodiche di fabbricazione come erano in uso prima che l'industria introducesse tutta una serie di misure tecnologiche finalizzate a standardizzare il prodotto finale, producendo una birra dal gusto e dalle caratteristiche omogenee (oltre che costanti in tutti i lotti di produzione), ottenendo una birra mediamente apprezzabile da ogni tipologia di consumatore, la birra cruda, in effetti, modifica il proprio sapore e le proprie proprietà organolettiche anche solo con il passare del tempo.
La birra cruda è anche, generalmente, birra integrale, cioè non microfiltrata. La mancata sottoposizione al trattamento termico e alla microfiltrazione lascia la birra integralmente ricca di lieviti e sostanze in sospensione. Non vi è aggiunta di alcun conservante e non vengono utilizzati altri procedimenti (ad esempio la stabilizzazione in polivinilpolipirrolidone) che comportino degradazione o impoverimento del prodotto.